# Połski Trymbesz (gmina)
Połski Trymbesz (bułg. Община Полски Тръмбеш) – gmina w północnej Bułgarii, w obwodzie Wielkie Tyrnowo.

## Miejscowości
Miejscowości wchodzące w skład gminy Połski Trymbesz:
- Iwancza (bułg.: Иванча),
- Karanci (bułg.: Каранци),
- Klimentowo (bułg.: Климентово),
- Kucina (bułg.: Куцина),
- Masłarewo (bułg.: Масларево),
- Obedinenie (bułg.: Обединение),
- Orłowec (bułg.: Орловец),
- Paweł (bułg.: Павел),
- Petko Karawełowo (bułg.: Петко Каравелово),
- Połski Senowec (bułg.: Полски Сеновец),
- Połski Trymbesz (bułg.: Полски Тръмбеш) − siedziba gminy,
- Radanowo (bułg.: Раданово),
- Stefan Stambołowo (bułg.: Стефан Стамболово),
- Strachiłowo (bułg.: Страхилово),
- Wyrzulica (bułg.: Вързулица).